# Jean Hugo
Jean Hugo (Stellenbosch, 3 december 1975) is een golfprofessional uit Zuid-Afrika. Hij debuteerde in 1999 op de Sunshine Tour.

## Loopbaan
Jean Hugo haalde in 1994 zijn eindexamen op het Paul Rood gymnasium in Stellenbosch. Hij is de zoon van voormalig rugbyspeler professor Victor Hugo, en speelde nog rugby terwijl hij studeerde aan de Stellenbosch Universiteit. Daarna koos hij voor golf.  
In 1998 won Hugo het Zuid-Afrikaans Amateur Kampioenschap en werd vervolgens een golfprofessional. Zijn eerste proftoernooi was het Brits Open op de Carnoustie in 1999 waar hij met amper één slag de cut miste. In 1999 maakte hij zijn debuut op de Sunshine Tour, waarop hij in zijn eerste seizoen het Zimbabwe Open won.
In 2000 maakte Hugo zijn debuut op de Challenge Tour waar hij de Volvo Finnish Open. In 2001 en 2002 speelde hij een volledige golfseizoen op de Europese PGA Tour, maar boekte geen successen. In 2007 speelde hij zijn laatste seizoen op de Challenge Tour voordat hij definitief terugkeerde naar Zuid-Afrika om voortaan te golfen op de Sunshine Tour. In 2011 won hij drie toernooien op de Sunshine Tour en werd uitgeroepen tot "Speler van het Jaar" uitgeroepen. Hugo won 19 toernooien op de Sunshine Tour.

## Erelijst

### Amateur
- 1998: Zuid-Afrikaans Amateur Kampioenschap
- 1999: Zuid-Afrikaans Strokeplay Kampioenachap

### Overwinningen
Sunshine Tour
| Nr. | Datum             | Toernooi                                             | Score                | Score                | Info                              |
| --- | ----------------- | ---------------------------------------------------- | -------------------- | -------------------- | --------------------------------- |
| 1   | 28 november 1999  | Zimbabwe Open                                        | 72-66-65-68=271      | –17                  | Eerste profzege                   |
| 2   | 29 oktober 2000   | Western Cape Classic                                 | 70-65-72=207         | –9                   |                                   |
| 3   | 21 april 2006     | Vodacom Origins - Arabella                           | 71-70-67=208         | –8                   |                                   |
| 4   | 29 april 2006     | South African Pro-Am Invitational                    | 68-64-68=206         | –10                  |                                   |
| 5   | 4 februari 2007   | Nashua Masters                                       | 64-67-68-70=269      | –11                  | Won de play-off van Titch Moore   |
| 6   | 11 mei 2008       | Samsung Royal Swazi Sun Open                         | 16-26-13-1=56 punten | 16-26-13-1=56 punten | stablefordtelling                 |
| 7   | 30 mei 2008       | Vodacom Origins - Selborne                           | 69-66-68=203         | –13                  |                                   |
| 8   | 16 april 2010     | Vodacom Business - Gardener Ross                     | 69-70-62=201         | –15                  |                                   |
| 9   | 17 september 2010 | Vodacom Business - Stellenbosch                      | 66-67-66=199         | –17                  |                                   |
| 10  | 30 oktober 2010   | Platinum Classic                                     | 66-64-66=196         | –20                  |                                   |
| 11  | 28 mei 2011       | Vodacom Origins - Pretoria                           | 72-66-67=205         | –11                  |                                   |
| 12  | 29 juni 2011      | Vodacom Origins - Simola                             | 68-69-64=205         | –11                  | Won de play-off van Peter Karmis  |
| 13  | 23 september 2011 | Vodacom Origins - Final                              | 70-72-66=208         | –8                   |                                   |
| 14  | 23 augustus 2013  | Vodacom Origins - Langebaan                          | 72-63-67=202         | –14                  |                                   |
| 15  | 25 juli 2014      | Vodacom Origins - Arabella                           | 68-69=137            | –7                   | ingekort tot 36 holes (regenweer) |
| 16  | 22 augustus 2015  | Vodacom Origins - San Lameer                         | 67-69-74=210         | –6                   |                                   |
| 17  | 12 september 2015 | Vodacom Origins - Vaal de Grace                      | 65-66-64=195         | –21                  |                                   |
| 18  | 7 maart 2018      | Steyn City Team Championship (met Hennie du Plessis) | 66-66-61=193         | –23                  |                                   |
| 19  | 11 oktober 2019   | Sun Wild Coast Sun Challenge                         | 60-65-74=199         | –11                  |                                   |

Challenge Tour
| Nr. | Datum       | Toernooi           | Score           | Score | Info |
| --- | ----------- | ------------------ | --------------- | ----- | ---- |
| 1   | 9 juli 2000 | Volvo Finnish Open | 62-69-74-68=273 | –15   |      |

Elders
- 2005: Wild Coast Sun Touring Pro-Am ( RSA)